# Josep Toutain
Josep Toutain Vila (1930-1997) est un acteur majeur de la bande dessinée espagnole.

## Biographie
Il est connu pour avoir fondé en 1954 l'agence d'illustration et de bande dessinée Selecciones Ilustradas, ce qui l'a conduit à diffuser à l'international de nombreux auteurs espagnols de l'époque, notamment au Royaume-Uni pour Fleetway Publications et aux États-Unis chez Warren Publishing alors que le marché américain était peu ouvert aux auteurs étrangers. Carlos Giménez a retranscrit dans sa série Les Professionnels l'ambiance dans l'agence de Toutain, qui y inspire le personnage Filstrup.
En 1973 il lance sa maison d'édition (Toutain Editor) pour publier des albums et des revues destinées à un public adolescent ou adulte ; celle-ci fait cependant faillite en 1992. Dessinateur au début de sa carrière, Toutain n'a après 1954 créé que très sporadiquement des scénarios. Il a également écrit une histoire de la bande dessinée en quatre volumes.
Le festival de bande dessinée de Barcelone remet en son honneur depuis sa création en 1988 un prix « Josep Toutain » du meilleur nouvel auteur.